# XV Concilio de Toledo
El XV Concilio de Toledo fue un concilio de obispos de la Iglesia católica del Reino de los Visigodos, celebrado en Toledo, la capital del reino, el año 688. 

## Celebración
Se inició en la Iglesia de los Santos Apóstoles el 11 de mayo del 688. Asistieron sesenta y seis obispos (incluidos los obispos metropolitanos) ocho abades, tres dignatarios catedralicios, y veintiséis altos funcionarios palatinos. 

## Asuntos tratados
El Concilio confirmó la posición teológica de Julián de Toledo en el tema conocido por “las dos Voluntades” de Cristo, a lo que se dedicaron diecisiete cánones.
Pero la principal razón del Concilio era que el rey Égica había prestado a su suegro el juramento de defender la familia real y la justicia al pueblo, y consideraba tal deber incompatible por ser necesario reponer a los ciudadanos de las usurpaciones del anterior monarca, por lo que pedía la liberación del juramento.
Lo obispos entendieron que el bien público estaba por encima de los deseos reales, aunque trataron de proteger a la familia de Ervigio declarando que debía demostrarse la culpabilidad en la apropiación para ser castigados y desposeídos.